# Patinação artística nos Jogos da Boa Vontade de Inverno de 2000
As competições de patinação artística nos Jogos da Boa Vontade de Inverno de 2000 foram disputadas em Lake Placid, Estados Unidos, entre 17 e 20 de fevereiro de 2000. O evento de patinação artística contou apenas com patinadores profissionais devido a conflitos com os patinadores elegíveis para os Jogos Olímpicos que competiram em seus campeonatos nacionais. Isso permitiu que a francesa Surya Bonaly se tornasse a única patinadora da história a vencer o mesmo evento, tanto como amadora como profissional, já que também venceu em 1994.

## Medalhistas
| Evento                          | Ouro                                                | Prata                                 | Bronze                                       | Ref.  |
| Individual masculino (detalhes) | Brian Boitano · Estados Unidos                      | Brian Orser · Canadá                  | Viktor Petrenko · Ucrânia                    | [ 1 ] |
| Individual feminino (detalhes)  | Surya Bonaly · França                               | Yuka Sato · Japão                     | Nancy Kerrigan · Estados Unidos              | [ 1 ] |
| Duplas (detalhes)               | Oksana Kazakova · Artur Dmitriev · Rússia           | Mandy Wötzel · Ingo Steuer · Alemanha | Isabelle Brasseur · Lloyd Eisler · Canadá    | [ 1 ] |
| Dança no gelo (detalhes)        | Elizabeth Punsalan · Jerod Swallow · Estados Unidos | Maya Usova · Evgeni Platov · Rússia   | Marina Klimova · Sergei Ponomarenko · Rússia | [ 1 ] |

## Resultados

### Individual masculino
| Pos.              | Nome               | Nacionalidade  |
| ----------------- | ------------------ | -------------- |
| Medalha de ouro   | Brian Boitano      | Estados Unidos |
| Medalha de prata  | Brian Orser        | Canadá         |
| Medalha de bronze | Viktor Petrenko    | Ucrânia        |
| 4                 | Philippe Candeloro | França         |
| 5                 | Alexei Urmanov     | Rússia         |
| WD                | Rudy Galindo       | Japão          |

### Individual feminino
| Pos.              | Nome             | Nacionalidade  |
| ----------------- | ---------------- | -------------- |
| Medalha de ouro   | Surya Bonaly     | França         |
| Medalha de prata  | Yuka Sato        | Japão          |
| Medalha de bronze | Nancy Kerrigan   | Estados Unidos |
| 4                 | Oksana Baiul     | Ucrânia        |
| 5                 | Dorothy Hamill   | Estados Unidos |
| 6                 | Katarina Witt    | Alemanha       |
| 7                 | Elizabeth Manley | Canadá         |

### Duplas
| Pos.              | Nome                             | Nacionalidade |
| ----------------- | -------------------------------- | ------------- |
| Medalha de ouro   | Oksana Kazakova / Artur Dmitriev | Rússia        |
| Medalha de prata  | Mandy Wötzel / Ingo Steuer       | Alemanha      |
| Medalha de bronze | Isabelle Brasseur / Lloyd Eisler | Canadá        |

### Dança no gelo
| Pos.              | Nome                                | Nacionalidade  |
| ----------------- | ----------------------------------- | -------------- |
| Medalha de ouro   | Elizabeth Punsalan / Jerod Swallow  | Estados Unidos |
| Medalha de prata  | Maya Usova / Evgeni Platov          | Rússia         |
| Medalha de bronze | Marina Klimova / Sergei Ponomarenko | Rússia         |
| 4                 | Susanna Rahkamo / Petri Kokko       | Finlândia      |

## Quadro de medalhas
| Ordem | País           | Medalha de ouro | Medalha de prata | Medalha de bronze |    | Ordem por total |
| ----- | -------------- | --------------- | ---------------- | ----------------- | -- | --------------- |
| 1     | Estados Unidos | 2               |                  | 1                 | 3  | 1               |
| 2     | Rússia         | 1               | 1                | 1                 | 3  | 1               |
| 3     | França         | 1               |                  |                   | 1  | 4               |
| 4     | Canadá         |                 | 1                | 1                 | 2  | 3               |
| 5     | Alemanha       |                 | 1                |                   | 1  | 4               |
| 5     | Japão          |                 | 1                |                   | 1  | 4               |
| 7     | Ucrânia        |                 |                  | 1                 | 1  | 4               |
| TOTAL | TOTAL          | 4               | 4                | 4                 | 12 | —               |